# John Bull (padre)
John Bull foi o arquidiácono da Cornualha e mais tarde de Barnstaple na primeira metade do século XIX.